# Attiswil
Attiswil est une commune suisse du canton de Berne, située dans l'arrondissement administratif de Haute-Argovie.

Photo aérienne par Walter Mittelholzer (1925)

## Histoire
Sous l'Ancien régime, la commune faisait partie de la seigneurie puis du bailliage de Bipp. La seigneurie appartient aux comtes de Neuchâtel-Nidau, puis aux Thierstein dès 1375, puis aux Kybourg-Berthoud dès 1379, puis aux Habsbourg dès 1385. La seigneurie devient un bailliage appartenant aux cantons de Berne et Soleure de 1413 à 1463, puis seulement à Berne.

## Monuments
À proximité de l'église se dresse le menhir d'Attiswil.